# ブラスト!
『ブラスト!』とは、かつてスター・オブ・インディアナ・ドラム・アンド・ビューグル・コーを経営していたクックグループ株式会社のために、ジェームス・メイソン (James Mason) が制作したブロードウェイのミュージカル作品である。2001年にはトニー賞の「最優秀スペシャル・シアトリカル・イベント賞」と、プライムタイム・エミー賞の「最優秀振付賞」を受賞した。

## 楽器編成
『ブラスト!』で使用される楽器はもっぱらドラムコーで使われている金管楽器と打楽器のみである。金管楽器はトランペット、フリューゲルホルン、メロフォン、バリトン（ユーフォニアムに似ている楽器）、チューバ、トロンボーン（一輪車に乗りながら「クラプキ巡査どの」（"Gee, Officer Krupke"）を演奏する）が使用され、打楽器はスネアドラム、テナードラム、バスドラム、シロフォン、ヴィブラフォン、マリンバ、ティンパニなどを含むフル編成が使用される。通常のドラムコーでは見られない、フレンチホルンやコンサート型の（上を向いた）ユーフォニアム、トロンボーン、バストロンボーン、ディジュリドゥ、シンセサイザーが使用されているのが特徴的である。管楽器と打楽器を引き立てるのが、「ビジュアル・アンサンブル」（VEと略される）と呼ばれる、カラーガードのように様々なプロップを操るダンサーたちである。

## 歴史
1984年に結成されたスター・オブ・インディアナ・ドラム・アンド・ビューグル・コーは、ドラム・コー・インターナショナル（DCI）に1985年から1993年まで出場した。彼らの演技は大きな評価を受け、1991年には世界チャンピオンとなり、注目を浴びるアメリカ中西部の団体となった。1993年を最後にDCIからは引退し、カナディアン・ブラスとともに「Brass Theater」と名付けられた新たなツアーを行う。1999年12月14日に、第一作となる『ブラスト!』がロンドンのハマースミス・アポロで初演され、2000年8月23日にアメリカへの上陸を果たし、マサチューセッツ州ボストンのワングセンター（現バッチセンター）で上演された。2001年4月17日、『ブラスト!』のブロードウェイでの上映がブロードウェイ・シアターにて始まり、翌年2002年9月7日に初の国内ツアーをミズーリ州セントルイスから行った。
第一作の成功に続き、『ブラスト! II Shockwave』が制作され、2002年から2003年にわたるアメリカでのツアーで上演された。この作品では木管楽器も使用されている。CDやDVDはリリースされていない。
さらにその続編である『MIX:Music in Xtreme』は2006年に発表され、日本でも2008年のツアーで上演された。
短編型ショー『The Power of BLAST!』は、2001年夏にエプコットのアメリカ合衆国館内にあるアメリカ・ガーデンズ・シアターで上演され、その後カリフォルニア州アナハイムのディズニー・カリフォルニア・アドベンチャー内にあるハイペリオン・シアターの公式オープニングショーとして、2001年11月22日から2002年9月2日までの間上演された。

## 演目

### 『ブラスト!』

#### 第1幕
Overture of color
- "Boléro"（ボレロ） - （モーリス・ラヴェル）

Violet
- "Villa Borghese"（『ローマの松』より） - （オットリーノ・レスピーギ）（1999年から2000年まで上演）
- "Color Wheel" - (Jefferson Lee)
- "Split Complimentaries" - (Josh Talbott)

Blue
- "Everybody Loves the Blues" - （メイナード・ファーガソン, Nicholas Lane）
- "Loss" - （ドン・エリス（英語版））

Green
- "Simple Gifts"（ささやかな贈り物）・"Appalachian Spring"（アパラチアの春） - （アーロン・コープランド）

Black
- "Battery Battle" - (T. Hannum, Jefferson Lee)
- "Medea"（メデアの復讐の踊り） - （サミュエル・バーバー）

#### 第2幕
Color Wheel
- "Color Wheel Too" - (Jonathan Vanderkolff)

Yellow
- "Gee, Officer Krupke!"（『ウエスト・サイド物語』より「クラプキ巡査どの」） - （レナード・バーンスタイン, スティーヴン・ソンドハイム）
- "Lemontechno" - (Jonathan Vanderkolff)

Orange
- "Tangerinamadidge" - (B. Epperson, Jonathan Vanderkolff)
- "Land of Make Believe" - （チャック・マンジョーネ）
- "Marimba Spiritual"（マリンバ・スピリチュアル）・"Earth Beat" - （三木稔）, (Michael Spiro)

Red
- "Malagueña" - （エルネスト・レクオーナ）

最近の『ブラスト!』では"Simple Gifts"と"Gee, Officer Krupke!"が省略され、"Tangerinamadidge"が"Lemontechno"の前に移動されている。

### 『ブラスト! II Shockwave』

#### 第1幕
- "Starburst" -（E. Finkel, ジーン・クルーパ）
- "Prelude"（前奏曲、フーガとリフ） - （レナード・バーンスタイン）
- "First Circle" - （L. Mays, パット・メセニー）
- "Blue Rondo à la Turk" - （デイヴ・ブルーベック）
- "Guaguanco" - （アルトゥーロ・サンドヴァル）
- "God Bless the Child"（ゴッド・ブレス・ザ・チャイルド） - （アーサー・ハーツォグ・ジュニア, ビリー・ホリデイ）
- "Drum, Drum, Drum" - （ルイ・プリマ, B. Dubinski, D. Delucia, Jefferson Lee）
- "Adagio for Strings"（弦楽のためのアダージョ） - （サミュエル・バーバー）
- "Channel One Suite" - (W. Reddie)

#### 第2幕
- "Excerpts from Carmina Burana"（『カルミナ・ブラーナ』より） - （カール・オルフ）
- "Good Vibrations"（グッド・ヴァイブレーション） - （ブライアン・ウィルソン, ザ・ビーチ・ボーイズ）
- "Star Children" - （ドン・エリス（英語版））
- "Uninvited" - （アラニス・モリセット）
- "Turkish Bath" - （ドン・エリス（英語版））
- "Bohemian Rhapsody"（ボヘミアン・ラプソディ） - （フレディ・マーキュリー）
- "Lullaby for Nancy Carol" - （チャック・マンジョーネ）
- "Swing, Swing, Swing" - （ジョン・ウィリアムズ）

### 『MIX: Music in Xtreme』

#### 第1幕
- "Ourverture" - (V. Corradi)
- "Shapes" - (Jefferson Lee)
- "Blue Rondo à la Turk" - （デイヴ・ブルーベック）
- "The Lady from 29 Palms" - （Allie Wrubel, フランク・シナトラ）
- "Night on Bald Mountain"（『禿山の一夜』） - （ニコライ・リムスキー＝コルサコフ, モデスト・ムソルグスキー）
- "Tribal Towers" - (Jefferson Lee)
- "Malaga" - (B. Holman)

#### 第2幕
- "o2" - (Jonathan Vanderkolff)
- "Didgeritoo" - (James Mason, Jefferson Lee, Jonathan Vanderkolff)
- "Star Children" - （ドン・エリス（英語版））
- "Uninvited" - （アラニス・モリセット）
- "Turkish Re-Mix" - (Jonathan Vanderkolff, Jefferson Lee)
- "Turkish Bath" - （ドン・エリス（英語版））
- "Open Wide" - （ドン・エリス（英語版））
- "Lullaby for Nancy Carol" - （チャック・マンジョーネ）
- "Encore" - (Jefferson Lee)

### 『The Power of Blast!』

#### エプコット版
- "Boléro"（ボレロ） - （モーリス・ラヴェル）
- "Color Wheel" - (Jefferson Lee)
- "Battery Battle" - (T. Hannum, Jefferson Lee)
- "Land of Make Believe" - （チャック・マンジョーネ）
- "Malagueña" - （エルネスト・レクオーナ）

#### ディズニー・カリフォルニア・アドベンチャー版
- "Boléro"（ボレロ） - （モーリス・ラヴェル）
- "Battery Battle" - (T. Hannum, Jefferson Lee)
- "Lemontechno" - (Jonathan Vanderkolff)
- "Land of Make Believe" - （チャック・マンジョーネ）
- "Malagueña" - （エルネスト・レクオーナ）